# Зумброта (тауншип, Миннесота)
Зумброта (англ. Zumbrota) — тауншип в округе Гудхью, Миннесота, США. На 2000 год его население составило 591 человек.

## География
По данным Бюро переписи населения США площадь тауншипа составляет 90,2 км², из которых 90,2 км² занимает суша, водоёмов нет.

## Демография
По данным переписи населения 2000 года здесь находились 591 человек, 208 домохозяйств и 169 семей.  Плотность населения —  6,5 чел./км².  На территории тауншипа расположено 214 построек со средней плотностью 2,4 построек на один квадратный километр.  Расовый состав населения: 98,14 % белых, 0,34 % афроамериканцев, 0,34 % азиатов, 0,51 % — других рас США и 0,68 % приходится на две или более других рас. Испанцы или латиноамериканцы любой расы составляли 0,34 % от популяции тауншипа.
Из 208 домохозяйств в 35,1 % воспитывались дети до 18 лет, в 77,9 % проживали супружеские пары, в 1,4 % проживали незамужние женщины и в 18,8 % домохозяйств проживали немесейные люди. 14,9 % домохозяйств состояли из одного человека, при том 8,2 % из — одиноких пожилых людей старше 65 лет.  Средний размер домохозяйства — 2,84, а семьи — 3,17 человека.
26,7 % населения — младше 18 лет, 8,3 % — в возрасте от 18 до 24 лет, 26,9 % — от 25 до 44, 25,9 % — от 45 до 64, и 12,2 % — старше 65 лет.  Средний возраст — 39 лет. На каждые 100 женщин приходилось 111,8 мужчин.  На каждые 100 женщин старше 18 приходилось 109,2 мужчин.
Средний годовой доход домохозяйства составлял 62 188 долларов, а средний годовой доход семьи —  66 484 доллара. Средний доход мужчин —  40 938  долларов, в то время как у женщин — 26 023. Доход на душу населения составил 21 372 доллара.  За чертой бедности находились 4,4 % семей и 6,6 % всего населения тауншипа, из которых 10,3 % младше 18 и 8,1 % старше 65 лет.